# Glechon
Glechon là một chi thực vật có hoa trong họ Hoa môi (Lamiaceae).

## Loài
Chi Glechon gồm các loài: